# 2MASSI J1047539+212423
Désignations
2MASSI J1047539+212423 (abrégé 2M 1047+21) est une naine brune.

## Température et type spectral
Cette naine brune a une température d'environ 900 kelvins (~630 °C) et a un type spectral T6,5.

## Rotation et vents
Sa période de rotation interne a été déterminée par les émissions radio à 1,757 ± 0,007 heure. Sa période de rotation photosphérique, déterminée grâce au télescope spatial Spitzer, est elle de 1,740 ± 0,007 heure. L'atmosphère de la naine brune est donc en superrotation (en), avec des vents ayant une vitesse de 660 ± 310 mètres par seconde (2 376 ± 1 116 km/h), a comparer à 104 mètres par seconde (374 km/h) pour Jupiter et 400 mètres par seconde (1 440 km/h) pour Saturne,.